# 乔鲁
乔鲁是贝宁中东部博尔古省的一座城市，邻近尼日利亚边境。